# ФК „Пловдив 2015“
ФК Пловдив 2015 е футболен клуб от Пловдив. През сезон 2021/22 се състезава в „А“ ОГ Пловдив.

## История
Сдружение „Футболен клуб Пловдив 2015“ е създадено през 2015 година, първоначално под името „Футболна академия Пловдив“. Преименуването става факт през 2020 г. и е свързано с нормативни изисквания от страна на Министерството на младежта и спорта. Основатели са бившите професионални състезатели Лилчо Арсов и Тодор Зайцев, като водеща цел е развитието и подпомагането на детско-юношеския футбол в България.
За кратко време академията придобива популярност, не само с професионализма в работата си, но и със своята собствена съвременна тренировъчна база, която функционира от края на 2016 г. Постепенно към треньорския екип се включват и други видни бивши пловдивски футболисти и настоящи треньори, като Марин Бакалов, Георги Андонов, Георги Недевски и Марио Георгиев.
„ФК Пловдив 2015“ е действащ член на БФС и от самото си основаване участва активно в официалните първенства за деца и юноши. През 2017 г. е създаден и представителен отбор на академията, който стартира участие от най-ниското ниво на българския футбол, а именно „Б“ ОГ Източна подгрупа. През 2020 г. „ФК Пловдив 2015“ печели промоция и се изкачва в „А“ ОГ Пловдив. През сезон 2020/21 близо 10 юноши от набор 2005 и 2006 взимат участие в двубоите на мъжкия отбор, като някои от тях записват по над 20 изиграни официални футболни срещи.

## База
През 2016 г. сдружение „Футболен клуб Пловдив 2015“ започва изграждането на собствена модерна тренировъчна база, която се намира на територията на СУ „Свети Софроний Врачански“ в ж.к. „Тракия“. Първоначално е построено едно игрище с размери 70х50 метра, което отговаря на стандартите за провеждане на срещи по правилата на Футбол 9 и състоящо се от две по-малки с размери 50х35 м, отговарящи на стандартите за провеждане на срещи по правилата на Футбол 7. В края на 2018 г. е изградено допълнително игрище с размери 60х40 м, отговарящо на стандартите за провеждане на срещи по правилата на Футбол 7 и състоящо се от две по-малки с размери 40х20 м, отговарящи на стандартите за провеждане на срещи по правилата на Футбол 5.
През 2021 г. футболната академия стартира и проект за строеж на собствен стадион, който се намира отново в ж.к. „Тракия“, но този път на територията на СУ „Свети Седмочисленици“. Теренът е с размери 100х70 м, което позволява провеждането на официални срещи от всички нива на детско-юношески и аматьорски футбол в структурата на БФС. Спортният комплекс, който включва също така изкуствено осветление, съблекални, мини трибуни, павилион и места за паркиране е завършен в края на годината.

## Сезони
| Сезон   | Име                    | Група                   | Място |
| ------- | ---------------------- | ----------------------- | ----- |
| 2017/18 | Пловдив (Пловдив)      | „Б“ ОГ Източна подгрупа | 4     |
| 2018/19 | Пловдив (Пловдив)      | „Б“ ОГ Източна подгрупа | 2     |
| 2019/20 | ФА Пловдив (Пловдив)   | „Б“ ОГ Източна подгрупа | 1*    |
| 2020/21 | Пловдив 2015 (Пловдив) | „А“ ОГ Пловдив          | 14    |
| 2021/22 | Пловдив 2015 (Пловдив) | „А“ ОГ Пловдив          |       |

(*) Сезонът не завършва.